# عيد حبي عسكري
عيد حبي عسكري (بالكورية: 피타는 연애)؛ هو مسلسل تلفزيوني كوري جنوبي، من بطولة نام جيو ري، كيم مين سيوك وسونغ جاي ريم. عرض على فيكي في 6 يونيو 2024.

## القصة
يروي قصة رومانسية بين نجم عالمي كوري جنوبي تم تجنيده في الجيش بسبب شكل من أشكال المؤامرة، وجندية كورية شمالية.

## طاقم

### رئيسي
- نام جيو ري في دور بايك يونغ-اوك، هي ملازم ثانفي الجيش الكوري الشمالي في القوات الخاصة.[2]
- كيم مين سيوك في دور لويد، نجم عالمي كوري جنوبي لديه معجبات في جميع أنحاء العالم.[5]
- سونغ جاي-ريم في دور سونغ  جاي-هوون، جندي من القوات الخاصة في جيش كوريا الشمالية.[1]

## الإنتاج

### صناعة
المسلسل من كتابة كون هي-كيونغ، بارك هيون-جين ، كتبت كون مسلسل عمل جيد 2022 ، بينما كتبت بارك العديد من المسلسلات والافلام منها فيلم الحب والخضوع، مسلسلات مثل لون المرأة، امرأة بارزة، كاكاتب مشارك. ومن تخطيط جي تي بي سي إستوديوز وإنتاجه بتعاون مع الشركة التابعة بي.أ. إنترتنمنت بجانب بوربل كاتز فيلم.

### الإصدار
في الأصل، كان من المخطط عرض المسلسل في النصف الأول من عام 2022 ، ولكن تم تأجيله دون تحديد تاريخ آخر، من المتوقع عرضه في النصف الثاني من عام 2023.

## روابط خارجية
- عيد حبي عسكري على موقع IMDb (الإنجليزية)
- عيد حبي عسكري على موقع قاعدة بيانات الفيلم (الإنجليزية)
- عيد حبي عسكري على هانسينما